# Terminador

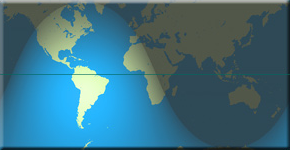
El terminador de 3 de gener. Tingueu en compte la diferència extrema en la quantitat de llum a l'hemisferi nord en comparació amb l'hemisferi sud.

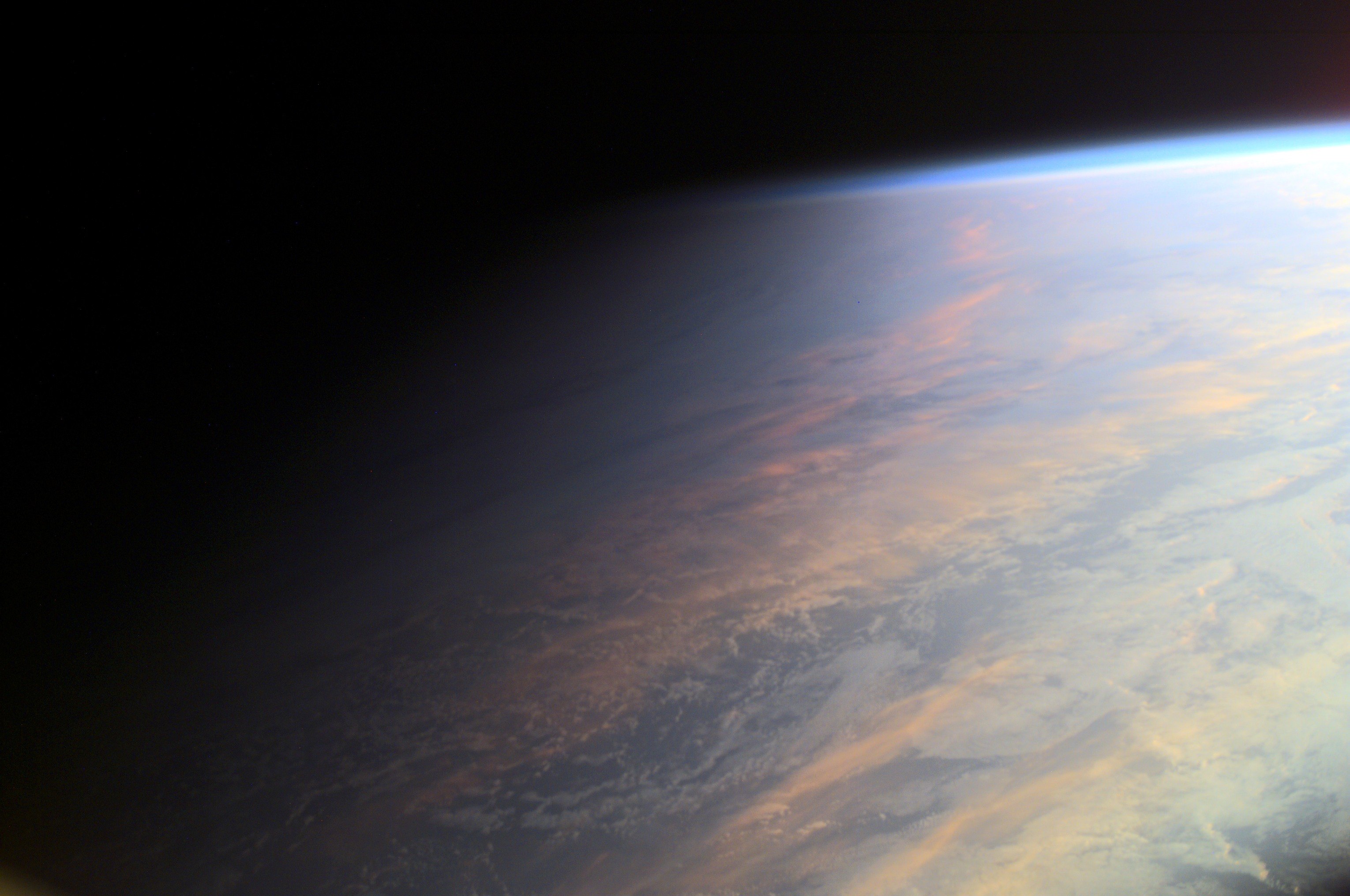
Fotografia des de l'ISS de part del terminador creuant la superfície de la Terra. El terminador és difús i mostra la transició gradual de llum a foscor i els efectes de la qual es perceben des de la superfície com el crepuscle.

El terminador és la línia de separació entre la part il·luminada i la part en ombra d'un cos celeste, és a dir, la línia de separació entre el dia i la nit.

## El terminador de la Lluna

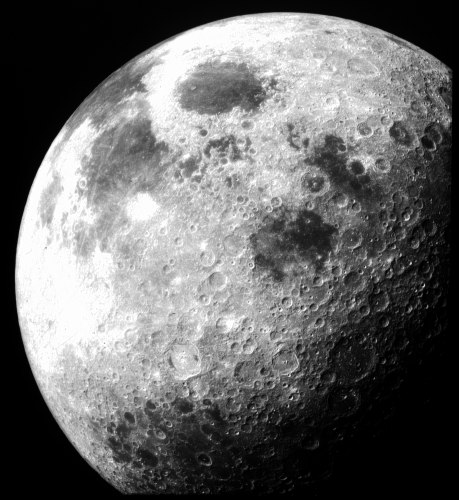
Terminador lunar (Apollo 12, 1969).

El terminador és, en el cas de la Lluna, una regió especialment indicada per a l'observació del relleu del satèl·lit, a causa de la llum rasant del Sol sobre la seva superfície, que allarga les ombres dels accidents geogràfics selenites de forma notable. El terminador avança a uns 15 km/h en l'equador lunar, el que, en una observació detallada i amb telescopi, pot produir variacions significatives en un curt espai de temps dins de la mateixa nit. Ja que la Lluna és visible fins i tot en aquelles zones on la contaminació lumínica és alta, el terminador és una regió privilegiada per l'observació dels astrònoms aficionats, donada la seva naturalesa canviant i l'abundància dels detalls observables.